# Марсель Гаккер
Марсель Гаккер  (нім. Marcel Hacker, 29 квітня 1977) — німецький веслувальник, олімпійський медаліст.

## Виступи на Олімпіадах
| Олімпіада   | Дисципліна | Місце  |
| ----------- | ---------- | ------ |
| Сідней 2000 | одиночка   | Бронза |
| Афіни 2004  | одиночка   | 7      |
| Пекін 2008  | одиночка   | 7      |